# ISO 3166-2:WF
ISO 3166-2:WF è il sottogruppo dello standard ISO 3166-2 riservato al territorio delle isole Wallis e Futuna, collettività d'oltremare della Francia.
Lo standard ISO 3166-2, seconda parte dello standard ISO 3166, pubblicato dall'Organizzazione internazionale per la normazione (ISO), è stato creato per codificare i nomi delle suddivisioni territoriali delle nazioni e delle aree dipendenti codificate nello standard ISO 3166-1.
Attualmente, nello standard ISO 3166-2 sono stati definiti tre codici per questo territorio, uno per ogni regno tradizionale in cui è suddiviso amministrativamente il territorio. Ogni codice consiste in due parti separate da un trattino: la prima è il codice ISO 3166-1 alpha-2 del territorio, ossia WF, mentre la seconda parte è formata da due lettere.
Il codice ISO 3166-1 alpha-2 ufficialmente assegnato a Wallis e Futuna è WF. Inoltre gli è stato assegnato il codice ISO 3166-2 FR-WF all'interno del sottogruppo della Francia.

## Codici attuali
I nomi delle suddivisioni sono elencati come nello standard ISO 3166-2 pubblicato dalla ISO 3166 Maintenance Agency (ISO 3166/MA).
| Codice | Regno tradizionale |
| ------ | ------------------ |
| WF-AL  | Alo                |
| WF-SG  | Sigave             |
| WF-UV  | Uvea               |